# María Félix Torres
La Madre María Félix Torres (Albelda, Huesca), 25 de agosto de 1907 - (Madrid), 12 de enero de 2001, fue la fundadora de la Compañía del Salvador.

## Infancia y educación
Hija de Ramón Félix Surigué ingeniero civil y Florentina Torres Fumás. A los cinco años debido al trabajo de su padre, la familia se traslada a los pirineos de Aragón. A pesar de ser la única hija mujer de la familia, recibió una educación exigente y obtiene la licenciatura en Ciencias químicas en la Universidad de Zaragoza.

## Vocación
A los catorce años estudiando el bachillerato en Lérida, participa por primera vez en un ciclo de ejercicios espirituales según el método de San Ignacio de Loyola ya que su padre no le permitía ser monja y era lo único que le permitía en aquel momento. A partir de entonces siente nacer en ella la llamada de Dios y por estas fechas escribe en su diario: 
"Soy suya plena y conscientemente para siempre."

## Fundación de la Compañía del Salvador
El 15 de agosto de 1934 hace un voto privado junto a su primera compañera Carmen Aige de dedicar su vida al servicio de las almas y de la Iglesia católica. Aquella fecha coincidió con un hecho sucedido cuatro siglo antes en donde San Ignacio de Loyola y sus primeros compañeros hicieron votos de pobreza, castidad y vida apostólica en la montaña de Montmartre en París.
Se le fueron uniendo otras jóvenes y el 11 de octubre de 1940 reciben permiso del Obispo de Barcelona Miguel de los Santos Díaz Gómara para vivir en comunidad. En 1944, el Obispo Gregorio Modrego y Casaus erige la Pía Unión de la Compañía del Salvador y aprueba sus primeras constituciones. En 1952, la congregación se convierte en una Congregación religiosa de derecho diocesano y el 2 de febrero de aquel mismo año profesan las diecisiete primeras religiosas de la Compañía. En 1986 la Compañía del Salvador obtiene de la Santa Sede la aprobación pontificia. La Compañía se extendió por España, Suramérica, principalmente Venezuela y Estados Unidos.

## Obra educativa
Mientras sirve a sus hermanas de la Compañía del Salvador como fundadora y superiora general comienza a incursionar en la educación de la juventud fundando los colegios Mater Salvatoris que se extienden por España, América y África propagando valores cristianos en estos colegios.

## Fallecimiento
Sus últimos años los pasa en la casa de formación de la Compañía en Madrid, donde fallece el 12 de enero de 2001 acompañada por sus compañeras y recibe un multitudinario funeral. Sus restos fueron enterrados en el cementerio de la Compañía del Salvador en la casa de Mota del Marqués en Valladolid. En 2021, veinte años después de su muerte y en el año en que el Papa Francisco aprueba su declaración de venerable, son trasladados a la ermita Mater Salvatoris, en Aravaca, Madrid frente el colegio Mater Salvatoris.

## Causa de canonización
Actualmente su biografía se encuentra en proceso de revisión por parte de la Santa Sede en el proceso para su beatificación y posterior canonización. Tras su muerte hubo un espontáneo interés en comenzar la causa de su beatificación, pero no fue hasta el 24 de enero de 2009 cuando se realizó el acto de apertura de su causa de canonización.
El 10 de julio de 2020 el Santo Padre Francisco aprobó sus virtudes heroicas, por lo que la Iglesia Católica la considera venerable y podría declararla beata y santa con el estudio y aprobación de dos milagros obtenidos por su intercesión.